# رابرت ایمبری
رابرت ویتنی ایمبری (۲۳ آوریل ۱۸۸۳–۱۸ ژوئیه ۱۹۲۴)، نایب کنسول سفارت آمریکا در تهران و عامل شرکت نفت سینکلر بود که توسط جمعی مذهبی خرافاتی نادان در تهران کشته شد.

## قتل رابرت ایمبری
این قتل (جمعه ۲۷ تیر ۱۳۰۳) از حوادث مهم دوران رضا خان سردار سپه و از مقدمات انحلال سلسله قاجار و تأسیس سلسله پهلوی است.
زمانی که شوروی قرارداد ۱۹۲۱ را با ایران منعقد کرد و تمامی امتیازات روسیه تزاری در ایران را بخشید احمد قوام تصوّر کرد می‌تواند استخراج نفت شمال را به کمپانی‌های نفتی مستقل واگذار کنند و از این طریق به سلطه انحصاری انگلیسی‌ها بر نفت ایران پایان دهد.
در این زمان حسین علاء، وزیر مختار ایران در آمریکا، و علیقلی خان ضرابی کاشی (نبیل‌الدوله)، کاردار سفارت، و مورگان شوستر، مشاور سفارت ایران، در مورد نفت ایران رایزنی می‌کردند.
در خرداد ۱۳۰۱ ایران تصمیم گرفت امتیازی پنجاه ساله به یک شرکت آمریکایی برای استخراج نفت شمال واگذار کند. سهم ایران نیمی از تمامی عواید پیش‌بینی شده بود. کمپانی آمریکایی استاندارد اویل، شروط ایران را نپذیرفت. در اینجا بود که کمپانی سینکلر شروط را پذیرفت و حاضر شد وامی ده میلیون دلاری در اختیار ایران قرار دهد. مذاکرات با سینکلر تا اواخر سال ۱۹۲۳ ادامه یافت. در اوائل سال ۱۹۲۴ قتل رابرت ایمبری، دلال کمپانی سینکلر در تهران رخ داد و در سال ۱۹۲۵ کمپانی سینکلر از ایران خارج شد.

## ماجرای قتل
شایعه‌ای بر سر زبان‌ها افتاده بود که یکی از سقاخانه‌های تهران معجزه می‌کند. بر پایه این شایعات، مردی لنگ با نوشیدن آب این سقاخانه معروف به «آشیخ هادی» شفا یافته و یک بهایی نیز به دلیل نپرداختن صدقه به یکی از گدایان آن محل، نابینا شده بود! به زودی انبوهی از مردم، به خصوص مردمان لنگ، نابینا و کلاً «معلول» و «عاجز»، از چهار گوشه ایران روانه سقاخانه «آشیخ هادی» شدند.
روز ۱۸ ژوئیه ۱۹۲۴ «میجر رابرت ایمبری» که چهار ماه پیش با سِمَت کنسولیار دفتر نمایندگی دیپلماتیک آمریکا در ایران، وارد تهران شده بود، از سر کنجکاوی بهمراه «ملوین سیمور» رهسپار سقاخانه شد. نشریه‌ی نشنال جئوگرافیگ آمریکا، دوربینی در اختیار سرگرد ایمبری گذاشته بود تا از ایران عکس بگیرد و برای انتشار در آن نشریه بفرستد.
«ملوین سیمور» آمریکایی بود که بدون روادید وارد ایران شده بود و دفتر نمایندگی آمریکا تعهد کرده بود که تا روشن شدن پرونده او، از این آمریکایی قانون‌شکن، نگاهداری کند.
آنها برای گرفتن عکس از سقاخانه از درشکه پیاده شدند. چند عکسی بیشتر نگرفته بود که خروش «الله اکبر» جمعیت به هوا خاست. همه دهان به دهان این خبر را گسترده بودند که «ایمبری» از بهائیان است و می‌خواهد آب سقاخانه معجزه گر و شفابخش را مسموم کند.
جمعیتی خشمگین هجوم بردند؛ و آنان را زیر رگبار مشت و لگد گرفتند. مأموران شهربانی زمانی رسیدند که این دو آمریکایی غرق در خون، نیمه جانی بیشتر نداشتند. «رابرت ایمبری» و «ملوین سیمور» را شتابان به نزدیکترین بیمارستان رساندند؛ و جمعیت خشمگین، در پی درشکه حامل آنان می‌دویدند.
در بیمارستان، آنها را در اتاق‌های جداگانه بستری کردند. مردمان خشمگین ایمبری را یافته، و او را کشتند. «ملوین سیمور»، بخاطر بستری بودن در اتاقی دیگر، جان به در برد. پنج روز بعد، «ملوین سیمور» شهادت داد که مردم خشمگین، چهل و پنج دقیقه تمام آن‌ها را زیر رگبار مشت و لگد گرفته، و حتی سربازان با قنداق تفنگ آن‌ها را کوبیدند.

## تحقیقات
سرگرد شرمن مایلز، ایالات متحده برای تحقیق به تهران اعزام شد. مایلز قتل را از پیش برنامه‌ریزی شده و عمدی دانست. وی گفت رضاخان در نظر گرفته بود که شورشی ضد بهایی منجر به مرگ یک خارجی گردد تا وی بتواند حکومت نظامی اعلام کرده قدرت آخوندها را محک بزند.

## احکام صادره
۲۰ نفر مجرم شناخته شدند. در این میان سه جوان محکوم به اعدام شدند: مرتضی (۱۹ ساله) سرباز قزاق؛ علی رشتی (۱۴ ساله) شتربان و سید حسین (۱۷ ساله) طلبه.
دولت ایران تا پاییز اجرای احکام را طول داد و در نهایت مرتضی را به دلیل نقض انضباط نظامی اعدام کرد و از تبدیل مجازات‌های علی و حسین به حبس ابد خبر داد
اعتراضات ایالات متحده، احکام اعدام را مجدداً اعاده کرد و هر دو جوان در حضور نمایندگان دولت آمریکا تیرباران شدند.
والاس موری، مأمور ایالات متحده، به التماسهای آنها اعتنایی نکرد.

## مذاکرات و پرداخت خون‌بها
دولت آمریکا بر دریافت خون‌بها اصرار می‌ورزید. بیوهٔ ایمبری، کاترین، مبلغ ۶۰ هزار دلار دریافت کرد. او از این میزان اظهار نارضایتی کرده و دو برابر آن را درخواست کرده بود. دو سال بعد، کنگرهٔ آمریکا کاترین را محق به دریافت ۲۵ هزار دلار دیگر کرد.
ملوین سیمور، ۳ هزار دلار دریافت کرد که برای حقوق از دست داده و هزینهٔ بازگشت او به آمریکا هم مکفی نبود. ناو یو اس اس ترنتون برای بازگرداندن جسد ایمبری به واشینگتن، به ایران فرستاده شد. هزینهٔ ناو ۱۱۰ هزار دلار بود که از سوی دولت ایران پرداخت شد. کاردار سفارت آمریکا، والاس موری، پیشنهاد کرد که این مبلغ صرف ایجاد بورسی تحصیلی برای دانشجویان ایرانی در آمریکا بشود. این طرح مورد استقبال وزارت امور خارجه آمریکا قرار گرفت و در نهایت در سال ۱۳۲۹ به مرحلهٔ اجرا رسید.